# Parisus brachyrrhynchus
Parisus brachyrrhynchus är en tvåvingeart som först beskrevs av Mario Bezzi 1921.  Parisus brachyrrhynchus ingår i släktet Parisus och familjen svävflugor. Inga underarter finns listade i Catalogue of Life.